# غار اتابک
اشکفت اتابک مربوط به دوران فرادیرینه‌سنگی است و در شهرستان شیراز، بخش زرقان، دهستان رحمت آباد، ۱/۵ کیلومتری شمال روستای اتابک واقع شده و این اثر در تاریخ ۳۰ بهمن ۱۳۸۶ با شمارهٔ ثبت ۲۰۸۷۵ به‌عنوان یکی از آثار ملی ایران به ثبت رسیده است.